# Seznam dílů seriálu Sense8
Toto je seznam dílů seriálu Sense8. Americký dramatický televizní seriál Sense8 byl zveřejněn 5. června 2015 na Netflixu.

## Přehled řad
| Řada | Díly | Premiéra na Netflixu               |
| ---- | ---- | ---------------------------------- |
| 1    | 12   | 5. června 2015                     |
| 2    | 12   | 23. prosince 2016 – 8. června 2018 |

## Seznam dílů

### První řada (2015)
| Č. v seriálu | Č. v řadě | Název                                              | Režie          | Scénář                             | Premiéra na Netflixu |
| --- | --------- | -------------------------------------------------- | -------------- | ---------------------------------- | -------------------- |
| 1 | 1         | Limbic Resonance                                   | Wachowští      | Wachowští a J. Michael Straczynski | 5. června 2015       |
| Žena jménem Angelica „zrodila“ psychické spojení osmi lidí, kteří jsou roztroušení po celém světě, tzv. klastr. A následně se sama zastřelila, aby se vyhnula dopadení mužem, který ji pronásledoval. Těchto osm lidí nyní zažívá počátky svého vzájemného duševního spojení. Mohou slyšet, co ostatní slyší, vidět, co ostatní vidí. Islandská DJka Riley zabředá do světa drog v Londýně, kde se setkává s mocným dealerem Nyxem. Jihokorejka Sun čelí sexismu v otcově firmě. Capheusovo podnikání v nairobské autobusové dopravě se nedaří. Mexický herec Lito odmítá milostné nabídky od spoluherečky s výmluvou, že je „zamilovaný do někoho jiného“. Nomi tráví čas v San Francisku se svou přítelkyní Amanitou a vzpomíná, že se do ní zamilovala, když ji Amanita obhajovala proti transgender diskriminaci. Indická emancipovaná chemička Kala se chystá provdat za Rajana, muže, kterého nemiluje. Chicagský policista Will přivede mladého černého gangstera, který byl postřelen, do nemocnice. Berlínský zámečník a kasař Wolfgang se svým nejlepším kamarádem Felixem vyfouknou diamanty pod nosem Wolfgangovu bratranci Steinerovi, který se je chystal ukrást. Riley se prostřednictvím svého spojení s Willem objeví v kostele, kde se zabila Angelica, jejíž sebevraždu se Will rozhodne vyřešit. Přítel Riley se pokusí okrást Nyxe, což však skončí přestřelkou, kterou Riley jako jediná přežije. |           |                                                    |                |                                    |                      |
| 2 | 2         | I Am Also a We                                     | Wachowští      | Wachowští a J. Michael Straczynski | 5. června 2015       |
| Když byla Nomi spolu s Amanitou na San Francisco Pride, spatřila Jonase a omdlela. Probudí se v nemocnici s její sestrou a transfobní matkou. Dr. Metzger tvrdí, že Nomi potřebuje operaci mozku a zadržuje ji v nemocnici proti její vůli. Jonas ji telepaticky navštíví a řekne jí, že operace je jako lobotomie. Will a jeho kamarád Diego objeví mezeru v kamerovém systému, když vyšetřovali sebevraždu Angelici. Policejní okrsek jim oznámení, že je Jonas hledán za vraždu. Will si myslí, že to má co do činění s dívkou z jeho minulosti, Sárou Patrellovou. Lito využívá kolegyni Danielu, aby vypadal heterosexuálně. Ta se však o něm a jeho příteli Hernandovi dozví pravdu. Ale přesto je stále šťastná a nadšená, že jim může pomoct. Kaly rodiče se setkají s jejím partnerem a jeho rodiči. Wolfgang a Kala se začínají navzájem vidět. Riley uteče, protože zjistí, že v kabelce jsou Nyxovy peníze a drogy. Jonas se osobně setká s Willem a říká mu, že je „senzační“, že Nomi potřebuje pomoct stejně jako předtím Patrell. Will nabourá do Jonasova auta. |           |                                                    |                |                                    |                      |
| 3 | 3         | Smart Money Is on the Skinny Bitch                 | Wachowští      | Wachowští a J. Michael Straczynski | 5. června 2015       |
| 4 | 4         | What's Going On?                                   | Tom Tykwer     | Wachowští a J. Michael Straczynski | 5. června 2015       |
| 5 | 5         | Art Is Like Religion                               | James McTeigue | Wachowští a J. Michael Straczynski | 5. června 2015       |
| 6 | 6         | Demons                                             | Wachowští      | Wachowští a J. Michael Straczynski | 5. června 2015       |
| 7 | 7         | W. W. N. Double D?                                 | James McTeigue | Wachowští a J. Michael Straczynski | 5. června 2015       |
| 8 | 8         | We Will All Be Judged by the Courage of Our Hearts | Dan Glass      | Wachowští a J. Michael Straczynski | 5. června 2015       |
| 9 | 9         | Death Doesn't Let You Say Goodbye                  | Wachowští      | Wachowští a J. Michael Straczynski | 5. června 2015       |
| 10 | 10        | What Is Human?                                     | Wachowští      | Wachowští a J. Michael Straczynski | 5. června 2015       |
| 11 | 11        | Just Turn the Wheel and the Future Changes         | Tom Tykwer     | Wachowští a J. Michael Straczynski | 5. června 2015       |
| 12 | 12        | I Can't Leave Her                                  | Wachowští      | Wachowští a J. Michael Straczynski | 5. června 2015       |

### Druhá řada (2016–2018)
| Č. v seriálu | Č. v řadě | Název                                                         | Režie          | Scénář                                            | Premiéra na Netflixu |
| ------------ | --------- | ------------------------------------------------------------- | -------------- | ------------------------------------------------- | -------------------- |
| 13           | 1         | Happy F*cking New Year A Christmas Special                    | Lana Wachowski | Lana Wachowski a J. Michael Straczynski           | 23. prosince 2016    |
| 14           | 2         | Who Am I?                                                     | Lana Wachowski | Lana Wachowski a J. Michael Straczynski           | 5. května 2017       |
| 15           | 3         | Obligate Mutualisms                                           | Lana Wachowski | Lana Wachowski a J. Michael Straczynski           | 5. května 2017       |
| 16           | 4         | Polyphony                                                     | James McTeigue | Lana Wachowski a J. Michael Straczynski           | 5. května 2017       |
| 17           | 5         | Fear Never Fixed Anything                                     | James McTeigue | Lana Wachowski a J. Michael Straczynski           | 5. května 2017       |
| 18           | 6         | Isolated Above, Connected Below                               | Lana Wachowski | Lana Wachowski a J. Michael Straczynski           | 5. května 2017       |
| 19           | 7         | I Have No Room In My Heart For Hate                           | James McTeigue | Lana Wachowski a J. Michael Straczynski           | 5. května 2017       |
| 20           | 8         | All I Want Right Now Is One More Bullet                       | Dan Glass      | Lana Wachowski a J. Michael Straczynski           | 5. května 2017       |
| 21           | 9         | What Family Actually Means                                    | Lana Wachowski | Lana Wachowski a J. Michael Straczynski           | 5. května 2017       |
| 22           | 10        | If All the World's a Stage, Identity Is Nothing But a Costume | Tom Tykwer     | Lana Wachowski a J. Michael Straczynski           | 5. května 2017       |
| 23           | 11        | You Want a War?                                               | Lana Wachowski | Lana Wachowski a J. Michael Straczynski           | 5. května 2017       |
| 24           | 12        | Amor Vincit Omnia                                             | Lana Wachowski | Lana Wachowski, David Mitchell a Aleksandar Hemon | 8. června 2018       |